# Myalgie
 Mise en garde médicale
Une myalgie est une douleur musculaire. C'est le terme générique englobant toutes les douleurs musculaires du corps charnu du muscle. 

## Diagnostic
Les myalgies peuvent être localisées et sont alors souvent de diagnostic facile, ou diffuses et alors de diagnostic plus difficile car les causes sont nombreuses et variées.
Le dosage des CPK et de la myoglobine peut être utile. 
Un EMG détermine l'origine myogène ou neurogène. 

La biopsie musculaire peut parfois être indiquée et reste souvent la clé du diagnostic, elle doit être orientée par la clinique et les examens complémentaires. Elle peut montrer une atrophie, une inflammation, une dégénérescence ou des signes plus spécifiques. 

L'IRM musculaire est un examen intéressant et est complémentaire de la biopsie ; il peut montrer une atrophie, une infiltration graisseuse ou une inflammation.
Le diagnostic reste indéterminé dans 10 à 15 % des cas. 

Les myalgies fonctionnelles représentent jusqu'à 30 % des cas.